# Tokáň
Tokáň (maďarsky tokány) je pokrm z masa, který pochází z Maďarska. Toto jídlo je podobné guláši, na rozdíl od něj však obsahuje méně řídké šťávy nebo žádnou. Může být připraven jak z hovězího, skopového, vepřového nebo jehněčího.

## Příprava
Maso se nakrájí na krátké tenké proužky. Okoření se pepřem a majoránkou. Lze přidat i houby, uzeninu, rajčata nebo fazole. Před koncem vaření se přidá hustá smetana.